# Aeretes
O Aeretes melanopterus é uma espécie de esquilo-voador da família Sciuridae. É monotípico no gênero Aeretes.
É endêmico da China. Seu habitat natural são as florestas temperadas.
- Este artigo foi inicialmente traduzido, total ou parcialmente, do artigo da Wikipédia em inglês cujo título é «Groove-toothed flying squirrel», especificamente desta versão.